# 勸修寺顯允
勸修寺顯允（日语：／ Kajūji Akimasa，1855年12月17日—1900年9月9日）是一名日本幕末時期公家、明治時期陸軍軍人、政治家及華族，最終軍階為陸軍步兵上尉，並曾擔任貴族院伯爵議員。

## 生平
勸修寺出生於山城國京都，是右中辨勸修寺經理的長男。明治維新時期，他的官位為正五位下大夫。1884年（明治17年）7月7日，他被授予伯爵爵位。
1869年，他擔任皇太后宮大進，隨後轉任愛知縣出仕三等中警部。1877年西南戰爭期間，他隸屬於新撰旅團，被任命為少尉試補。1879年，他畢業於陸軍戶山學校教則班，並於同年被任命為陸軍步兵少尉。此後，他歷任廣島鎮台步兵第11連隊第3大隊隸屬官、同小隊長、步兵第5連隊小隊長、步兵第6連隊小隊長等職務，最終晉升為陸軍步兵上尉後退役。
1897年7月10日，他獲選為貴族院伯爵議員，並任職至1900年9月9日去世，享年44歲。

## 編著
- 『布知可豆良』山本彥兵衛、1899年

## 家譜
- 父：勸修寺經理
- 母：不詳
- 妻：勸修寺玉子（小笠原長清的長女）
- 長男：勸修寺經雄（貴族院伯爵議員）
- 五男：勸修寺信忍（陸軍中尉，後繼承勸修寺家）

## 備註
1. 1 2 3  『平成新修旧華族家系大成 上巻』414-415頁。
2. 1 2 3 4 5 6  『議会制度百年史 - 貴族院・参議院議員名鑑』25頁。
3. 1 2 3 4  『明治過去帳』新訂初版、607頁。
4. ↑  『貴族院要覧（丙）』昭和21年12月増訂、7頁。
5. ↑  『官報』第4216号、明治30年7月22日。
6. ↑  『貴族院要覧（丙）』昭和21年12月増訂、10頁。